# غارهای مجاور رصدخانه مراغه
غارهای مجاور رصد خانه مراغه مربوط به دوره ایلخانی است و در مراغه، نزدیک دهکده طالبخان واقع شده و این اثر در تاریخ ۱۴ مرداد ۱۳۸۲ با شمارهٔ ثبت ۹۴۷۵ به‌عنوان یکی از آثار ملی ایران به ثبت رسیده است.